# Johan Lundgren (kyrkomålare)
Johan Lundgren var en svensk kyrkomålare verksam under slutet av 1700-talet.
Lundgren som var bosatt i Alingsås blev gesäll vid Göteborgs Målareämbete 1773 men blev inte mästare utan var verksam under hallrätt. Han utförde målningar i ett flertal kyrkor i Västergötland bland annat takmålningar i Bitterna kyrka, Längjums kyrka, Östads kyrka och Hols kyrka. I takmålningen i Hols kyrka som han utförde 1789 har han lämnat den rokokobetonade stilen som han tidigare använt och övergått till en mer gustaviansk stil med Tron, Hoppet och Kärleken som motiv. 